# Segunda División B de España 2002-03
La temporada 2002–03 de la Segunda División B de España de fútbol corresponde a la 26ª edición del campeonato y se disputó entre el 1 de septiembre de 2002 y el 18 de mayo de 2003 en su fase regular. Posteriormente se disputó la promoción de ascenso entre el 23 de mayo y el 29 de junio.
Curiosamente, en esta temporada, es la única hasta ahora en la que han ascendido a Segunda División los 4 primeros de un mismo grupo, en este caso, el Grupo IV.

## Sistema de competición
Participan ochenta clubes de toda la geografía española, encuadrados en cuatro grupos de veinte equipos según proximidad geográfica. Se enfrentan en cada grupo todos contra todos en dos ocasiones -una en campo propio y otra en campo contrario- durante un total de 38 jornadas. El orden de los encuentros se decide por sorteo antes de empezar la competición. La Real Federación Española de Fútbol es la responsable de designar a los árbitros de cada encuentro.
El ganador de un partido obtiene tres puntos, el perdedor no suma puntos, y en caso de un empate hay un punto para cada equipo. Al término del campeonato, el equipo que acumula más puntos en cada grupo se proclama campeón de Segunda División B y juega la promoción de ascenso; junto con los segundos, terceros y cuartos clasificados de cada grupo para ascender a Segunda División. Esta promoción tiene formato de liguilla con cuatro grupos en los que se emparejan equipos de distintos grupos y que hayan quedado en posiciones distintas.
Los cuatro últimos equipos clasificados de cada grupo descienden a Tercera División. Los decimosextos clasificados juegan la promoción por la permanencia que se disputa por eliminación directa a doble partido y los emparejamientos se determinan por sorteo. Los dos equipos derrotados se enfrentan en otra eliminatoria a doble partido en la que el perdedor pierde la categoría.

## Equipos de la temporada 2002/03
| Datos de ascensos y descensos |
| --- |
| Burgos CF, CF Extremadura, Gimnàstic de Tarragona y Real Jaén CF descienden de Segunda División A. UD Almería, SD Compostela, Getafe CF y Terrassa FC ascienden a Segunda División A. CD Alfaro, SD Beasáin, Benidorm CD, Caudal Deportivo, Coria CF, Dos Hermanas CF, SD Eibar "B", SD Huesca, RB Linense, CD Mensajero, CD Onda, Real Oviedo "B", Real Sociedad de Fútbol "B", CD San Fernando, Real Sporting de Gijón "B", AD Universidad de Oviedo y UD Vecindario descienden a Tercera División. También desciende el Granada CF por motivos económicos. Real Ávila CF, Real Avilés Industrial, CP Cacereño, CD Corralejo, CF Gavà, UP Langreo, CD Linares, Moralo CP, SD Noja, Orihuela CF, Palamós CF, Peña Sport FC, CM Peralta, Racing de Santander "B", CF Reus Deportiu, Ribadesella CF y Torredonjimeno CF ascienden a Segunda División B. También asciende el Málaga CF "B" que ocupa la plaza del Granada CF. |

### Grupo I
En este grupo se encuentran los equipos de: Galicia (4), Asturias (4), Comunidad de Madrid (4), parte de Castilla y León (4) y Canarias (4).
| - RC Celta de Vigo "B" - CD Lugo - CD Ourense - Pontevedra CF - Real Avilés Industrial - UP Langreo - Club Marino de Luanco - Ribadesella CF - RSD Alcalá - AD Alcorcón |  | - Club Atlético de Madrid "B" - Real Madrid CF "B" - Real Ávila CF - Cultural Leonesa - SD Ponferradina - Zamora CF - CD Corralejo - UD Lanzarote - UD Pájara-Playas de Jandía - Universidad LPGC CF |

### Grupo II
En este grupo se encuentran los equipos de: Cantabria (3), País Vasco (7), Navarra (3), La Rioja (2), Aragón (2) y Castilla-La Mancha (3).
| - Gimnástica de Torrelavega - SD Noja - Racing de Santander "B" - Amurrio Club - CD Aurrerá de Vitoria - Barakaldo CF - Athletic Club "B" - Deportivo Alavés "B" - SD Gernika - Real Unión Club |  | - Club Atlético Osasuna "B" - Peña Sport FC - CM Peralta - CD Calahorra - CD Logroñés - CD Binéfar - Real Zaragoza "B" - UB Conquense - Talavera CF - CD Toledo |

### Grupo III
En este grupo se encuentran los equipos de: Cataluña (12), Comunidad Valenciana (6), Islas Baleares (1) y parte de Castilla y León (1).
| - FC Barcelona "B" - RCD Espanyol "B" - UE Figueres - CF Gavà - Gimnàstic de Tarragona - UDA Gramenet - CE L'Hospitalet - UE Lleida - CE Mataró - Palamós CF |  | - CF Reus Deportiu - CE Sabadell FC - Alicante CF - CD Castellón - Hércules CF - Novelda CF - Orihuela CF - Valencia CF "B" - RCD Mallorca "B" - Burgos CF |

### Grupo IV
En este grupo se encuentran los equipos de: Andalucía (10), Región de Murcia (2), Extremadura (6) y las ciudades autónomas de Ceuta (1) y Melilla (1).
| - Algeciras CF - Real Betis "B" - Cádiz CF - Écija Balompié - Real Jaén CF - CD Linares - Málaga CF "B" - Motril CF - Sevilla FC "B" - Torredonjimeno CF |  | - Cartagonova FC - CF Ciudad de Murcia - CP Cacereño - CD Díter Zafra - CF Extremadura - Jerez CF - UD Mérida - Moralo CP - AD Ceuta - UD Melilla |

## Clasificaciones y resultados

### Grupo I

#### Clasificación
| Pos. | Equipo                        | Pts. | PJ | G  | E  | P  | GF | GC | Dif. | Clasificación                     |
| ---- | ----------------------------- | ---- | -- | -- | -- | -- | -- | -- | ---- | --------------------------------- |
| 1    | Universidad LPGC C. F.        | 72   | 38 | 21 | 9  | 8  | 65 | 39 | +26  | Acceso a Promoción de ascenso     |
| 2    | Zamora C. F.                  | 66   | 38 | 18 | 12 | 8  | 58 | 43 | +15  | Acceso a Promoción de ascenso     |
| 3    | U. D. Lanzarote               | 64   | 38 | 17 | 13 | 8  | 64 | 44 | +20  | Acceso a Promoción de ascenso     |
| 4    | Pontevedra C. F.              | 64   | 38 | 18 | 10 | 10 | 70 | 54 | +16  | Acceso a Promoción de ascenso     |
| 5    | Cultural Leonesa              | 63   | 38 | 16 | 15 | 7  | 53 | 39 | +14  |                                   |
| 6    | Real Madrid C. F. "B"         | 59   | 38 | 15 | 14 | 9  | 57 | 39 | +18  |                                   |
| 7    | A. D. Alcorcón                | 56   | 38 | 15 | 11 | 12 | 56 | 47 | +9   |                                   |
| 8    | U. D. Pájara-Playas de Jandía | 52   | 38 | 13 | 13 | 12 | 47 | 44 | +3   |                                   |
| 9    | C. D. Ourense                 | 51   | 38 | 12 | 15 | 11 | 41 | 40 | +1   |                                   |
| 10   | R. S. D. Alcalá               | 51   | 38 | 13 | 12 | 13 | 46 | 41 | +5   |                                   |
| 11   | S. D. Ponferradina            | 49   | 38 | 13 | 10 | 15 | 48 | 51 | −3   |                                   |
| 12   | Atlético de Madrid "B"        | 48   | 38 | 11 | 15 | 12 | 38 | 37 | +1   |                                   |
| 13   | R. C. Celta de Vigo "B"       | 48   | 38 | 11 | 15 | 12 | 45 | 42 | +3   |                                   |
| 14   | Real Avilés Industrial        | 48   | 38 | 10 | 18 | 10 | 39 | 42 | −3   |                                   |
| 15   | C. D. Corralejo               | 46   | 38 | 11 | 13 | 14 | 37 | 42 | −5   |                                   |
| 16   | U. P. Langreo (D)             | 45   | 38 | 11 | 12 | 15 | 33 | 39 | −6   | Acceso a Promoción de permanencia |
| 17   | C. Marino de Luanco (D)       | 42   | 38 | 11 | 9  | 18 | 44 | 66 | −22  | Descenso a Tercera División       |
| 18   | C. D. Lugo (D)                | 42   | 38 | 11 | 9  | 18 | 38 | 51 | −13  | Descenso a Tercera División       |
| 19   | Real Ávila C. F. (D)          | 26   | 38 | 5  | 11 | 22 | 34 | 66 | −32  | Descenso a Tercera División       |
| 20   | Ribadesella C. F. (D)         | 25   | 38 | 5  | 10 | 23 | 22 | 69 | −47  | Descenso a Tercera División       |

 Fuente: BDFutbol
Criterios de clasificación: Puntos · Enfrentamientos directos · Diferencia de goles · Goles a favor · Play-off

#### Resultados
| Local \ Visitante             | ALA | ALO | ATM | AVA | AVE | CEL | COR | CUL | LAG | LAZ | LUG | MAR | OUR | PAJ | POF | POT | RMA | RIB | ULP | ZAM |
| ----------------------------- | --- | --- | --- | --- | --- | --- | --- | --- | --- | --- | --- | --- | --- | --- | --- | --- | --- | --- | --- | --- |
| R. S. D. Alcalá               | —   | 2–2 | 1–2 | 1–0 | 2–2 | 3–2 | 1–2 | 1–1 | 0–1 | 3–0 | 2–1 | 1–1 | 0–1 | 1–1 | 1–2 | 3–1 | 1–0 | 1–0 | 0–2 | 1–0 |
| A. D. Alcorcón                | 1–1 | —   | 0–2 | 1–0 | 1–1 | 1–0 | 1–0 | 3–0 | 1–1 | 3–0 | 1–1 | 3–1 | 1–2 | 2–2 | 1–1 | 3–4 | 1–0 | 2–0 | 1–0 | 1–0 |
| Atlético de Madrid "B"        | 1–0 | 2–1 | —   | 0–2 | 2–1 | 0–0 | 1–2 | 3–1 | 1–3 | 1–2 | 1–1 | 2–3 | 0–2 | 1–2 | 1–0 | 4–1 | 1–1 | 0–0 | 0–0 | 0–0 |
| Real Ávila C. F.              | 1–4 | 1–1 | 0–3 | —   | 1–1 | 0–0 | 0–1 | 1–0 | 0–1 | 0–1 | 0–2 | 3–1 | 1–2 | 0–1 | 2–3 | 2–2 | 0–0 | 1–1 | 3–2 | 1–1 |
| Real Avilés Industrial        | 0–0 | 2–1 | 1–1 | 1–0 | —   | 0–0 | 2–2 | 2–0 | 0–0 | 0–0 | 1–0 | 1–1 | 0–0 | 3–0 | 0–2 | 1–1 | 0–3 | 1–0 | 3–1 | 1–2 |
| R. C. Celta de Vigo "B"       | 3–2 | 2–2 | 0–1 | 5–2 | 0–0 | —   | 1–2 | 0–1 | 0–0 | 0–0 | 1–1 | 5–0 | 0–0 | 1–1 | 3–1 | 2–2 | 0–2 | 3–0 | 2–1 | 1–1 |
| C. D. Corralejo               | 1–1 | 4–2 | 0–1 | 0–0 | 2–0 | 2–1 | —   | 0–0 | 2–1 | 0–0 | 2–0 | 0–3 | 1–2 | 2–2 | 1–3 | 1–2 | 1–0 | 2–1 | 0–1 | 2–3 |
| Cultural Leonesa              | 2–1 | 1–0 | 1–0 | 0–0 | 0–0 | 0–0 | 0–0 | —   | 2–2 | 1–1 | 4–0 | 4–2 | 4–0 | 0–2 | 0–2 | 0–0 | 2–1 | 3–0 | 3–1 | 2–2 |
| U. P. Langreo                 | 0–0 | 3–1 | 1–1 | 1–1 | 0–1 | 0–1 | 1–0 | 2–4 | —   | 1–1 | 0–1 | 1–2 | 1–0 | 1–0 | 0–0 | 0–3 | 0–0 | 3–0 | 1–2 | 2–1 |
| U. D. Lanzarote               | 2–0 | 2–1 | 3–2 | 4–1 | 2–2 | 3–0 | 1–1 | 2–2 | 2–0 | —   | 3–2 | 5–1 | 1–1 | 0–0 | 2–1 | 2–1 | 1–2 | 5–1 | 0–0 | 4–1 |
| C. D. Lugo                    | 1–0 | 1–2 | 0–0 | 2–4 | 3–0 | 0–1 | 0–0 | 3–0 | 0–1 | 1–3 | —   | 0–3 | 2–1 | 2–2 | 1–0 | 1–2 | 1–3 | 2–1 | 1–0 | 0–2 |
| C. Marino de Luanco           | 1–2 | 3–3 | 1–1 | 2–0 | 2–1 | 0–0 | 1–0 | 2–2 | 1–1 | 1–3 | 1–3 | —   | 2–0 | 1–0 | 1–1 | 1–0 | 1–0 | 1–1 | 1–2 | 1–3 |
| C. D. Ourense                 | 2–0 | 0–0 | 0–0 | 4–1 | 0–2 | 1–3 | 1–1 | 0–0 | 1–0 | 4–2 | 0–0 | 5–0 | —   | 0–0 | 1–1 | 1–3 | 1–1 | 1–1 | 0–1 | 1–2 |
| U. D. Pájara-Playas de Jandía | 2–1 | 1–2 | 2–0 | 3–0 | 3–3 | 0–2 | 0–0 | 1–1 | 1–0 | 2–1 | 3–1 | 1–0 | 1–0 | —   | 3–1 | 1–1 | 2–2 | 4–1 | 1–2 | 1–2 |
| S. D. Ponferradina            | 0–2 | 0–2 | 1–1 | 2–1 | 2–1 | 1–3 | 2–1 | 1–3 | 2–1 | 0–1 | 1–3 | 1–0 | 1–1 | 1–0 | —   | 5–0 | 0–3 | 4–0 | 1–1 | 2–2 |
| Pontevedra C. F.              | 0–0 | 1–3 | 0–0 | 4–1 | 1–2 | 3–1 | 1–0 | 3–4 | 2–0 | 0–0 | 1–0 | 4–1 | 2–2 | 2–0 | 2–0 | —   | 4–3 | 5–1 | 1–3 | 3–4 |
| Real Madrid C. F. "B"         | 0–1 | 2–1 | 1–1 | 3–1 | 4–2 | 3–0 | 0–0 | 1–1 | 1–1 | 1–0 | 3–0 | 2–1 | 1–2 | 3–1 | 2–2 | 2–2 | —   | 1–0 | 1–1 | 1–1 |
| Ribadesella C. F.             | 0–3 | 1–4 | 1–0 | 2–2 | 0–0 | 2–1 | 1–1 | 0–1 | 0–1 | 1–0 | 0–0 | 1–0 | 0–1 | 0–0 | 1–0 | 0–2 | 1–1 | —   | 2–3 | 0–1 |
| Universidad LPGC C. F.        | 2–2 | 1–0 | 1–0 | 3–1 | 1–1 | 3–0 | 2–0 | 0–2 | 2–0 | 4–4 | 1–1 | 3–0 | 3–0 | 2–1 | 2–0 | 0–2 | 3–1 | 4–0 | —   | 4–2 |
| Zamora C. F.                  | 1–1 | 2–0 | 1–1 | 1–0 | 2–0 | 1–1 | 3–1 | 0–1 | 2–1 | 2–1 | 1–0 | 1–0 | 1–1 | 2–0 | 1–1 | 0–2 | 1–2 | 5–1 | 1–1 | —   |

### Grupo II

#### Clasificación
| Pos. | Equipo                       | Pts. | PJ | G  | E  | P  | GF | GC | Dif. | Clasificación                     |
| ---- | ---------------------------- | ---- | -- | -- | -- | -- | -- | -- | ---- | --------------------------------- |
| 1    | Real Unión Club              | 70   | 38 | 21 | 7  | 10 | 54 | 32 | +22  | Acceso a Promoción de ascenso     |
| 2    | Barakaldo C. F.              | 68   | 38 | 19 | 11 | 8  | 55 | 36 | +19  | Acceso a Promoción de ascenso     |
| 3    | C. D. Logroñés               | 68   | 38 | 20 | 11 | 7  | 58 | 33 | +25  | Acceso a Promoción de ascenso     |
| 4    | Athletic Club "B"            | 66   | 38 | 19 | 9  | 10 | 55 | 43 | +12  | Acceso a Promoción de ascenso     |
| 5    | Deportivo Alavés "B"         | 64   | 38 | 17 | 13 | 8  | 45 | 33 | +12  |                                   |
| 6    | Gimnástica de Torrelavega    | 58   | 38 | 16 | 10 | 12 | 39 | 32 | +7   |                                   |
| 7    | U. B. Conquense              | 57   | 38 | 14 | 15 | 9  | 36 | 29 | +7   |                                   |
| 8    | Amurrio Club                 | 56   | 38 | 17 | 5  | 16 | 51 | 46 | +5   |                                   |
| 9    | C. A. Osasuna "B"            | 52   | 38 | 13 | 13 | 12 | 41 | 32 | +9   |                                   |
| 10   | Talavera C. F.               | 49   | 38 | 12 | 13 | 13 | 45 | 48 | −3   |                                   |
| 11   | Racing de Santander "B"      | 49   | 38 | 13 | 10 | 15 | 48 | 45 | +3   |                                   |
| 12   | C. D. Toledo                 | 48   | 38 | 12 | 12 | 14 | 38 | 41 | −3   |                                   |
| 13   | Real Zaragoza "B"            | 48   | 38 | 12 | 12 | 14 | 42 | 41 | +1   |                                   |
| 14   | Peña Sport F. C.             | 46   | 38 | 11 | 13 | 14 | 45 | 48 | −3   |                                   |
| 15   | C. D. Aurrerá de Vitoria (D) | 45   | 38 | 11 | 12 | 15 | 31 | 41 | −10  | Descenso a Tercera División       |
| 16   | C. D. Calahorra              | 44   | 38 | 10 | 14 | 14 | 37 | 50 | −13  | Acceso a Promoción de permanencia |
| 17   | S. D. Gernika (D)            | 42   | 38 | 10 | 12 | 16 | 30 | 41 | −11  | Descenso a Tercera División       |
| 18   | S. D. Noja (D)               | 37   | 38 | 9  | 10 | 19 | 40 | 51 | −11  | Descenso a Tercera División       |
| 19   | C. M. Peralta (D)            | 35   | 38 | 8  | 11 | 19 | 31 | 51 | −20  | Descenso a Tercera División       |
| 20   | C. D. Binéfar (D)            | 24   | 38 | 5  | 9  | 24 | 42 | 90 | −48  | Descenso a Tercera División       |

 Fuente: BDFutbol
Criterios de clasificación: Puntos · Enfrentamientos directos · Diferencia de goles · Goles a favor · Play-off
Notas:
1. ↑  El partido C. D. Binéfar - C. D. Logroñés se dio por perdido al segundo por incomparecencia, descontándosele además tres puntos de la clasificación.
2. ↑  El C. D. Aurrerá de Vitoria descendió por motivos económicos. Su puesto en la temporada siguiente fue ocupado por la Real Sociedad de Fútbol "B", subcampeón del Grupo IV de Tercera ya que el campeón, el C. D. Basconia, no podía ascender por ser filial del Athletic de Bilbao.

#### Resultados
| Local \ Visitante         | ALV | AMU | ATH | AUR | BAR | BIN | CAL | CON | GER | GIM | LOG | NOJ | OSA | PEÑ | PER | RAC | RUN | TAL | TOL | ZAR |
| ------------------------- | --- | --- | --- | --- | --- | --- | --- | --- | --- | --- | --- | --- | --- | --- | --- | --- | --- | --- | --- | --- |
| Deportivo Alavés "B"      | —   | 4–3 | 1–0 | 2–1 | 1–0 | 1–1 | 1–0 | 0–1 | 1–0 | 1–1 | 1–0 | 2–1 | 1–0 | 1–1 | 1–0 | 0–0 | 1–3 | 2–1 | 0–0 | 1–2 |
| Amurrio Club              | 2–1 | —   | 1–1 | 0–1 | 0–1 | 4–0 | 3–2 | 2–1 | 2–0 | 3–1 | 5–1 | 0–1 | 1–2 | 1–3 | 0–0 | 1–1 | 3–1 | 2–1 | 0–2 | 1–0 |
| Athletic Club "B"         | 1–1 | 1–1 | —   | 1–0 | 2–3 | 4–0 | 0–0 | 1–0 | 1–0 | 1–2 | 0–1 | 2–1 | 3–2 | 2–0 | 2–0 | 1–0 | 2–1 | 4–0 | 5–3 | 2–3 |
| C. D. Aurrerá de Vitoria  | 0–2 | 0–1 | 0–2 | —   | 1–1 | 2–1 | 1–1 | 0–0 | 0–0 | 0–0 | 1–1 | 2–2 | 0–1 | 0–1 | 3–1 | 2–2 | 1–3 | 3–1 | 0–1 | 1–0 |
| Barakaldo C. F.           | 2–1 | 0–2 | 1–1 | 2–0 | —   | 6–0 | 1–0 | 3–0 | 1–0 | 2–1 | 1–1 | 2–0 | 1–2 | 1–3 | 3–2 | 3–1 | 1–0 | 3–2 | 2–0 | 0–2 |
| C. D. Binéfar             | 2–2 | 3–5 | 1–2 | 1–2 | 3–4 | —   | 3–0 | 1–3 | 0–2 | 1–0 | 3–0 | 3–1 | 1–1 | 2–2 | 1–3 | 0–6 | 0–2 | 0–0 | 5–1 | 1–1 |
| C. D. Calahorra           | 0–2 | 1–0 | 2–2 | 1–2 | 1–1 | 1–1 | —   | 1–1 | 3–1 | 0–1 | 2–1 | 2–1 | 2–1 | 1–0 | 2–2 | 0–0 | 0–2 | 1–1 | 2–0 | 1–1 |
| U. B. Conquense           | 1–1 | 0–1 | 2–0 | 0–0 | 0–0 | 1–0 | 4–0 | —   | 1–0 | 1–0 | 0–1 | 3–1 | 0–4 | 1–1 | 1–0 | 2–2 | 3–2 | 0–0 | 0–0 | 1–1 |
| S. D. Gernika             | 0–0 | 1–1 | 1–1 | 1–0 | 0–0 | 1–1 | 2–1 | 1–1 | —   | 0–0 | 0–0 | 2–1 | 0–4 | 3–2 | 2–0 | 2–0 | 1–2 | 0–3 | 1–1 | 1–1 |
| Gimnástica de Torrelavega | 0–0 | 0–1 | 1–0 | 0–2 | 1–0 | 3–0 | 1–0 | 1–1 | 0–1 | —   | 0–1 | 3–2 | 1–0 | 2–2 | 0–0 | 3–0 | 0–1 | 2–1 | 1–0 | 1–2 |
| C. D. Logroñés            | 1–0 | 1–2 | 1–1 | 2–0 | 1–2 | 2–2 | 0–0 | 2–0 | 3–0 | 2–1 | —   | 3–0 | 3–1 | 4–2 | 2–0 | 1–1 | 1–1 | 5–0 | 1–1 | 0–2 |
| S. D. Noja                | 3–2 | 0–1 | 5–0 | 3–0 | 1–1 | 2–0 | 1–2 | 0–1 | 1–0 | 1–1 | 0–1 | —   | 0–0 | 1–1 | 1–0 | 0–1 | 0–3 | 1–1 | 2–2 | 0–0 |
| C. A. Osasuna "B"         | 0–0 | 2–0 | 0–0 | 3–0 | 2–2 | 5–1 | 0–0 | 0–0 | 1–0 | 1–2 | 1–2 | 0–1 | —   | 0–0 | 1–1 | 3–1 | 0–2 | 1–0 | 0–0 | 0–0 |
| Peña Sport F. C.          | 2–3 | 1–0 | 2–4 | 1–1 | 1–0 | 6–1 | 1–1 | 0–2 | 0–1 | 0–1 | 2–2 | 1–0 | 3–0 | —   | 0–2 | 1–1 | 0–0 | 1–1 | 1–0 | 0–0 |
| C. M. Peralta             | 1–4 | 1–0 | 1–2 | 0–1 | 1–0 | 2–0 | 0–2 | 0–2 | 1–0 | 0–2 | 0–2 | 0–0 | 0–0 | 0–1 | —   | 1–0 | 2–2 | 1–1 | 1–1 | 3–7 |
| Racing de Santander "B"   | 1–2 | 2–1 | 3–0 | 0–1 | 2–3 | 3–0 | 1–1 | 2–0 | 2–1 | 0–2 | 0–3 | 2–1 | 2–1 | 1–0 | 1–0 | —   | 0–1 | 0–1 | 1–0 | 0–0 |
| Real Unión Club           | 0–0 | 1–0 | 2–0 | 1–1 | 0–1 | 2–1 | 5–1 | 0–0 | 0–2 | 1–1 | 0–1 | 2–1 | 2–0 | 2–0 | 2–1 | 3–2 | —   | 0–1 | 1–0 | 1–0 |
| Talavera C. F.            | 1–2 | 2–0 | 0–1 | 1–2 | 0–0 | 3–2 | 2–0 | 0–0 | 2–1 | 1–1 | 0–0 | 1–1 | 0–1 | 4–1 | 1–1 | 3–2 | 2–1 | —   | 1–0 | 3–1 |
| C. D. Toledo              | 0–0 | 3–0 | 0–1 | 1–0 | 0–0 | 3–0 | 4–2 | 0–2 | 1–1 | 3–0 | 0–2 | 3–1 | 0–1 | 2–0 | 0–0 | 1–5 | 1–0 | 1–1 | —   | 2–1 |
| Real Zaragoza "B"         | 1–0 | 2–1 | 1–2 | 0–0 | 1–1 | 2–0 | 0–1 | 1–0 | 2–1 | 0–2 | 1–2 | 1–2 | 0–0 | 0–2 | 1–3 | 0–0 | 1–2 | 4–2 | 0–1 | —   |

### Grupo III

#### Clasificación
| Pos. | Equipo                  | Pts. | PJ | G  | E  | P  | GF | GC | Dif. | Clasificación                     |
| ---- | ----------------------- | ---- | -- | -- | -- | -- | -- | -- | ---- | --------------------------------- |
| 1    | C. D. Castellón         | 74   | 38 | 20 | 14 | 4  | 48 | 17 | +31  | Acceso a Promoción de ascenso     |
| 2    | F. C. Barcelona "B"     | 64   | 38 | 18 | 10 | 10 | 64 | 44 | +20  | Acceso a Promoción de ascenso     |
| 3    | Burgos C. F.            | 59   | 38 | 15 | 14 | 9  | 38 | 28 | +10  | Acceso a Promoción de ascenso     |
| 4    | U. D. A. Gramenet       | 57   | 38 | 15 | 12 | 11 | 38 | 33 | +5   | Acceso a Promoción de ascenso     |
| 5    | Alicante C. F.          | 57   | 38 | 15 | 12 | 11 | 56 | 43 | +13  |                                   |
| 6    | Valencia C. F. "B"      | 57   | 38 | 16 | 9  | 13 | 53 | 56 | −3   |                                   |
| 7    | C. E. Sabadell F. C.    | 54   | 38 | 16 | 6  | 16 | 47 | 54 | −7   |                                   |
| 8    | U. E. Lleida            | 54   | 38 | 14 | 12 | 12 | 45 | 44 | +1   |                                   |
| 9    | Gimnàstic de Tarragona  | 53   | 38 | 13 | 14 | 11 | 46 | 42 | +4   |                                   |
| 10   | R. C. D. Espanyol "B"   | 53   | 38 | 15 | 8  | 15 | 52 | 48 | +4   |                                   |
| 11   | Hércules C. F.          | 52   | 38 | 12 | 16 | 10 | 45 | 35 | +10  |                                   |
| 12   | Palamós C. F.           | 52   | 38 | 13 | 13 | 12 | 45 | 47 | −2   |                                   |
| 13   | C. E. Mataró            | 47   | 38 | 13 | 8  | 17 | 51 | 54 | −3   |                                   |
| 14   | R. C. D. Mallorca "B"   | 47   | 38 | 11 | 14 | 13 | 44 | 50 | −6   |                                   |
| 15   | Novelda C. F.           | 44   | 38 | 10 | 14 | 14 | 37 | 50 | −13  |                                   |
| 16   | U. E. Figueres          | 44   | 38 | 10 | 14 | 14 | 43 | 47 | −4   | Acceso a Promoción de permanencia |
| 17   | C. F. Gavà (D)          | 44   | 38 | 11 | 11 | 16 | 40 | 57 | −17  | Descenso a Tercera División       |
| 18   | C. F. Reus Deportiu (D) | 41   | 38 | 11 | 8  | 19 | 44 | 59 | −15  | Descenso a Tercera División       |
| 19   | C. E. L'Hospitalet (D)  | 38   | 38 | 9  | 11 | 18 | 34 | 50 | −16  | Descenso a Tercera División       |
| 20   | Orihuela C. F. (D)      | 32   | 38 | 6  | 14 | 18 | 34 | 52 | −18  | Descenso a Tercera División       |

 Fuente: BDFutbol
Criterios de clasificación: Puntos · Enfrentamientos directos · Diferencia de goles · Goles a favor · Play-off

#### Resultados
| Local \ Visitante      | ALI | BAR | BUR | CAS | ESP | FIG | GAV | GIM | GRA | HER | LHO | LLE | MAL | MAT | NOV | ORI | PAL | REU | SAB | VAL |
| ---------------------- | --- | --- | --- | --- | --- | --- | --- | --- | --- | --- | --- | --- | --- | --- | --- | --- | --- | --- | --- | --- |
| Alicante C. F.         | —   | 0–1 | 1–0 | 0–1 | 2–2 | 2–2 | 0–0 | 0–1 | 1–1 | 1–3 | 1–0 | 1–2 | 1–2 | 3–2 | 3–0 | 0–0 | 5–0 | 1–2 | 4–2 | 0–0 |
| F. C. Barcelona "B"    | 1–2 | —   | 2–0 | 1–1 | 2–2 | 3–1 | 2–1 | 1–2 | 1–1 | 0–5 | 1–2 | 5–1 | 3–1 | 1–0 | 4–1 | 1–1 | 1–2 | 3–0 | 6–2 | 4–0 |
| Burgos C. F.           | 1–2 | 0–0 | —   | 0–0 | 1–1 | 2–1 | 0–1 | 0–0 | 1–1 | 2–0 | 1–0 | 0–0 | 0–1 | 0–0 | 2–0 | 1–0 | 1–0 | 2–0 | 1–0 | 2–0 |
| C. D. Castellón        | 0–0 | 2–1 | 1–1 | —   | 1–0 | 1–1 | 0–0 | 3–1 | 3–1 | 1–2 | 1–0 | 3–0 | 3–0 | 1–0 | 3–1 | 2–0 | 2–2 | 2–1 | 2–1 | 2–0 |
| R. C. D. Espanyol "B"  | 2–1 | 0–2 | 1–1 | 1–0 | —   | 2–0 | 1–2 | 0–1 | 1–0 | 2–1 | 2–1 | 2–0 | 3–1 | 2–1 | 2–1 | 3–1 | 0–2 | 1–2 | 1–2 | 0–0 |
| U. E. Figueres         | 3–2 | 1–2 | 1–1 | 0–1 | 2–1 | —   | 2–2 | 1–1 | 0–1 | 1–1 | 0–0 | 0–1 | 2–1 | 2–1 | 0–1 | 3–1 | 1–1 | 1–1 | 0–0 | 1–2 |
| C. F. Gavà             | 0–1 | 1–2 | 1–3 | 0–3 | 0–4 | 0–3 | —   | 1–0 | 2–0 | 0–0 | 1–1 | 2–1 | 3–2 | 4–3 | 0–0 | 3–1 | 0–3 | 1–1 | 3–0 | 0–2 |
| Gimnàstic de Tarragona | 4–4 | 1–2 | 0–1 | 0–0 | 1–0 | 1–4 | 2–1 | —   | 3–2 | 0–0 | 1–1 | 1–2 | 2–2 | 3–0 | 1–0 | 3–3 | 1–1 | 1–1 | 1–0 | 2–0 |
| U. D. A. Gramenet      | 2–1 | 0–2 | 0–0 | 0–1 | 2–1 | 1–0 | 2–0 | 0–2 | —   | 2–0 | 1–0 | 0–0 | 1–1 | 1–0 | 1–1 | 0–0 | 1–0 | 2–2 | 2–1 | 3–1 |
| Hércules C. F.         | 1–1 | 3–0 | 1–0 | 0–0 | 0–2 | 2–2 | 1–3 | 2–1 | 0–0 | —   | 2–2 | 0–0 | 0–1 | 3–0 | 3–1 | 0–0 | 3–1 | 1–1 | 1–0 | 0–0 |
| C. E. L'Hospitalet     | 0–4 | 0–1 | 1–1 | 0–0 | 0–0 | 2–0 | 2–2 | 2–1 | 0–1 | 0–1 | —   | 0–3 | 1–0 | 0–2 | 1–2 | 1–0 | 4–1 | 1–0 | 1–2 | 1–3 |
| U. E. Lleida           | 1–2 | 1–1 | 0–1 | 1–1 | 1–1 | 3–1 | 0–2 | 0–0 | 1–0 | 2–2 | 4–0 | —   | 0–0 | 3–1 | 2–2 | 3–0 | 3–0 | 1–0 | 1–2 | 2–1 |
| R. C. D. Mallorca "B"  | 2–2 | 0–0 | 4–2 | 0–2 | 1–1 | 1–0 | 3–1 | 0–0 | 1–0 | 3–1 | 0–0 | 0–0 | —   | 2–2 | 0–0 | 2–0 | 2–0 | 1–2 | 4–0 | 3–3 |
| C. E. Mataró           | 1–1 | 0–0 | 2–1 | 1–0 | 3–2 | 0–1 | 2–0 | 2–2 | 2–2 | 1–0 | 2–1 | 5–0 | 6–0 | —   | 1–1 | 2–1 | 1–3 | 3–1 | 3–2 | 0–4 |
| Novelda C. F.          | 1–1 | 2–1 | 0–3 | 0–0 | 3–0 | 4–2 | 2–0 | 0–2 | 0–0 | 0–0 | 1–3 | 0–0 | 2–0 | 1–0 | —   | 1–1 | 2–1 | 1–1 | 0–1 | 0–1 |
| Orihuela C. F.         | 0–1 | 0–0 | 1–1 | 0–0 | 1–2 | 1–1 | 1–1 | 3–0 | 0–2 | 0–0 | 3–1 | 1–2 | 3–1 | 2–0 | 1–1 | —   | 0–2 | 2–0 | 1–1 | 1–2 |
| Palamós C. F.          | 0–1 | 0–0 | 0–0 | 0–0 | 2–5 | 0–0 | 5–1 | 0–3 | 2–0 | 1–1 | 1–1 | 2–0 | 1–0 | 0–0 | 2–2 | 1–0 | —   | 2–1 | 0–2 | 1–0 |
| C. F. Reus Deportiu    | 1–2 | 4–3 | 1–3 | 0–1 | 2–0 | 0–1 | 0–0 | 1–0 | 0–3 | 1–0 | 1–1 | 3–2 | 2–1 | 1–2 | 1–2 | 1–2 | 0–3 | —   | 3–1 | 4–2 |
| C. E. Sabadell F. C.   | 1–0 | 2–1 | 0–1 | 0–4 | 3–2 | 1–2 | 1–0 | 0–0 | 2–0 | 3–1 | 1–2 | 1–0 | 0–0 | 2–0 | 2–0 | 3–0 | 1–1 | 2–1 | —   | 0–2 |
| Valencia C. F. "B"     | 1–2 | 2–3 | 4–1 | 1–0 | 2–0 | 0–0 | 1–1 | 2–1 | 0–2 | 0–4 | 2–1 | 1–2 | 1–1 | 1–0 | 4–1 | 4–2 | 2–2 | 2–1 | 3–3 | —   |

### Grupo IV

#### Clasificación
| Pos. | Equipo                     | Pts. | PJ | G  | E  | P  | GF | GC | Dif. | Clasificación                     |
| ---- | -------------------------- | ---- | -- | -- | -- | -- | -- | -- | ---- | --------------------------------- |
| 1    | Algeciras C. F. (A)        | 72   | 38 | 19 | 15 | 4  | 46 | 22 | +24  | Acceso a Promoción de ascenso     |
| 2    | Málaga C. F. "B" (A)       | 70   | 38 | 20 | 10 | 8  | 50 | 28 | +22  | Acceso a Promoción de ascenso     |
| 3    | C. F. Ciudad de Murcia (A) | 68   | 38 | 19 | 11 | 8  | 52 | 25 | +27  | Acceso a Promoción de ascenso     |
| 4    | Cádiz C. F. (A)            | 68   | 38 | 19 | 11 | 8  | 57 | 32 | +25  | Acceso a Promoción de ascenso     |
| 5    | C. F. Extremadura          | 65   | 38 | 18 | 11 | 9  | 52 | 36 | +16  |                                   |
| 6    | C. P. Cacereño             | 62   | 38 | 17 | 11 | 10 | 58 | 42 | +16  |                                   |
| 7    | A. D. Ceuta                | 60   | 38 | 16 | 12 | 10 | 43 | 38 | +5   |                                   |
| 8    | Écija Balompié             | 53   | 38 | 14 | 11 | 13 | 44 | 45 | −1   |                                   |
| 9    | Jerez C. F.                | 48   | 38 | 11 | 15 | 12 | 30 | 26 | +4   |                                   |
| 10   | Sevilla F. C. "B"          | 48   | 38 | 11 | 15 | 12 | 34 | 39 | −5   |                                   |
| 11   | Cartagonova F. C.          | 47   | 38 | 11 | 14 | 13 | 30 | 31 | −1   |                                   |
| 12   | Real Jaén C. F.            | 46   | 38 | 11 | 13 | 14 | 43 | 45 | −2   |                                   |
| 13   | U. D. Mérida               | 46   | 38 | 12 | 10 | 16 | 32 | 39 | −7   |                                   |
| 14   | U. D. Melilla              | 46   | 38 | 11 | 13 | 14 | 31 | 42 | −11  |                                   |
| 15   | Real Betis "B"             | 45   | 38 | 11 | 12 | 15 | 44 | 45 | −1   |                                   |
| 16   | C. D. Linares              | 44   | 38 | 10 | 14 | 14 | 31 | 39 | −8   | Acceso a Promoción de permanencia |
| 17   | C. D. Díter Zafra (D)      | 43   | 38 | 9  | 16 | 13 | 32 | 39 | −7   | Descenso a Tercera División       |
| 18   | Moralo C. P. (D)           | 37   | 38 | 9  | 10 | 19 | 30 | 56 | −26  | Descenso a Tercera División       |
| 19   | Torredonjimeno C. F. (D)   | 28   | 38 | 6  | 10 | 22 | 33 | 62 | −29  | Descenso a Tercera División       |
| 20   | Motril C. F. (D)           | 22   | 38 | 4  | 10 | 24 | 32 | 73 | −41  | Descenso a Tercera División       |

 Fuente: BDFutbol
Criterios de clasificación: Puntos · Enfrentamientos directos · Diferencia de goles · Goles a favor · Play-off

#### Resultados
| Local \ Visitante      | ALG | BET | CAC | CAD | CAR | CEU | CIU | DIT | ECI | EXT | JAE | JER | LIN | MAL | MEL | MER | MOR | MOT | SEV | TOR |
| ---------------------- | --- | --- | --- | --- | --- | --- | --- | --- | --- | --- | --- | --- | --- | --- | --- | --- | --- | --- | --- | --- |
| Algeciras C. F.        | —   | 1–0 | 0–1 | 1–1 | 2–1 | 3–0 | 1–0 | 1–1 | 1–0 | 1–0 | 1–1 | 0–0 | 3–1 | 2–0 | 2–1 | 1–1 | 1–0 | 1–0 | 1–0 | 2–0 |
| Real Betis "B"         | 0–0 | —   | 1–1 | 2–1 | 1–3 | 1–1 | 1–4 | 2–2 | 1–1 | 1–1 | 2–2 | 1–0 | 2–0 | 2–1 | 2–2 | 4–0 | 3–1 | 3–0 | 2–0 | 4–1 |
| C. P. Cacereño         | 2–2 | 1–0 | —   | 3–2 | 1–0 | 3–1 | 1–1 | 1–1 | 1–2 | 1–2 | 4–2 | 0–0 | 2–0 | 2–0 | 0–1 | 1–0 | 4–0 | 2–2 | 0–0 | 2–2 |
| Cádiz C. F.            | 1–1 | 2–1 | 5–1 | —   | 1–0 | 3–0 | 1–0 | 1–1 | 3–0 | 1–1 | 2–0 | 0–3 | 3–0 | 2–1 | 2–0 | 1–0 | 5–1 | 2–1 | 3–0 | 2–0 |
| Cartagonova F. C.      | 0–2 | 2–1 | 1–0 | 0–0 | —   | 2–0 | 1–0 | 0–1 | 1–1 | 1–1 | 0–0 | 2–1 | 1–1 | 0–3 | 2–0 | 3–1 | 0–1 | 0–0 | 2–0 | 2–0 |
| A. D. Ceuta            | 2–1 | 1–1 | 3–2 | 0–1 | 1–0 | —   | 0–0 | 2–1 | 1–1 | 1–1 | 1–0 | 1–0 | 2–1 | 0–2 | 2–1 | 1–0 | 0–1 | 1–1 | 2–0 | 5–1 |
| C. F. Ciudad de Murcia | 2–0 | 3–0 | 1–2 | 3–1 | 2–0 | 0–2 | —   | 1–0 | 3–1 | 2–1 | 2–1 | 2–0 | 2–2 | 4–1 | 1–1 | 0–1 | 1–0 | 2–0 | 3–1 | 1–0 |
| C. D. Díter Zafra      | 1–1 | 1–0 | 0–0 | 0–1 | 0–0 | 0–0 | 0–1 | —   | 0–2 | 0–2 | 1–1 | 1–0 | 1–1 | 0–1 | 4–2 | 2–0 | 1–4 | 0–0 | 0–0 | 2–0 |
| Écija Balompié         | 0–1 | 2–0 | 3–2 | 0–0 | 3–1 | 0–0 | 0–0 | 2–0 | —   | 0–0 | 1–1 | 2–2 | 4–2 | 0–0 | 1–2 | 2–1 | 1–0 | 3–2 | 0–2 | 1–0 |
| C. F. Extremadura      | 0–2 | 1–0 | 2–0 | 1–1 | 3–2 | 1–2 | 1–0 | 3–1 | 3–0 | —   | 1–1 | 0–1 | 3–2 | 1–1 | 1–0 | 1–1 | 3–0 | 2–1 | 3–1 | 1–1 |
| Real Jaén C. F.        | 1–1 | 1–0 | 1–2 | 1–2 | 0–0 | 0–3 | 0–0 | 2–2 | 2–1 | 2–3 | —   | 1–0 | 1–2 | 0–1 | 2–0 | 1–0 | 0–0 | 3–1 | 2–2 | 3–1 |
| Jerez C. F.            | 0–0 | 1–2 | 0–2 | 2–0 | 1–1 | 1–0 | 0–0 | 0–0 | 2–1 | 2–1 | 1–0 | —   | 0–0 | 0–1 | 0–0 | 1–1 | 0–1 | 3–0 | 0–0 | 1–0 |
| C. D. Linares          | 0–0 | 1–0 | 1–0 | 0–0 | 0–0 | 0–0 | 0–0 | 0–2 | 1–0 | 1–2 | 2–1 | 0–0 | —   | 0–1 | 2–1 | 0–1 | 2–0 | 3–1 | 1–2 | 2–0 |
| Málaga C. F. "B"       | 0–5 | 2–0 | 1–0 | 2–1 | 1–0 | 1–1 | 1–1 | 0–0 | 4–1 | 1–0 | 0–0 | 2–1 | 1–1 | —   | 3–1 | 0–1 | 5–0 | 3–0 | 1–2 | 4–0 |
| U. D. Melilla          | 0–0 | 2–0 | 0–4 | 1–1 | 1–0 | 0–2 | 0–3 | 2–1 | 1–0 | 0–0 | 1–2 | 0–0 | 1–0 | 0–0 | —   | 0–0 | 1–1 | 4–0 | 0–2 | 1–1 |
| U. D. Mérida           | 0–1 | 0–0 | 2–4 | 1–0 | 0–0 | 0–1 | 2–0 | 2–1 | 1–1 | 1–0 | 1–0 | 1–0 | 0–1 | 0–0 | 0–0 | —   | 3–1 | 4–1 | 1–0 | 1–2 |
| Moralo C. P.           | 0–1 | 0–2 | 1–1 | 0–0 | 1–1 | 3–0 | 1–1 | 1–1 | 1–0 | 0–1 | 0–1 | 0–3 | 1–0 | 0–3 | 1–1 | 3–2 | —   | 2–4 | 0–1 | 0–0 |
| Motril C. F.           | 2–2 | 1–1 | 0–1 | 0–2 | 0–1 | 2–2 | 0–2 | 0–2 | 1–2 | 1–3 | 0–4 | 1–1 | 0–0 | 0–1 | 0–1 | 2–0 | 1–3 | —   | 3–3 | 2–1 |
| Sevilla F. C. "B"      | 0–0 | 2–1 | 1–1 | 2–1 | 0–0 | 2–1 | 1–1 | 0–1 | 0–2 | 3–1 | 0–1 | 1–1 | 0–0 | 0–0 | 0–1 | 2–2 | 0–0 | 2–0 | —   | 0–0 |
| Torredonjimeno C. F.   | 3–1 | 0–0 | 1–3 | 2–2 | 0–0 | 1–1 | 0–3 | 3–0 | 2–3 | 0–1 | 4–2 | 1–2 | 1–1 | 0–1 | 0–1 | 1–0 | 2–1 | 1–2 | 1–2 | —   |

## Promoción de ascenso a Segunda División
- Se clasifican los siguientes equipos a la promoción de ascenso:

| Pos                                              | Grupo I             | Grupo II          | Grupo III        | Grupo IV            |
| ------------------------------------------------ | ------------------- | ----------------- | ---------------- | ------------------- |
| 1º                                               | Universidad LPGC CF | Real Unión Club   | CD Castellón     | Algeciras CF        |
| 2º                                               | Zamora CF           | Barakaldo CF      | FC Barcelona "B" | Málaga CF "B"       |
| 3º                                               | UD Lanzarote        | CD Logroñés       | Burgos CF        | CF Ciudad de Murcia |
| 4º                                               | Pontevedra CF       | Athletic Club "B" | UDA Gramenet     | Cádiz CF            |
| En negrita equipos que suben a Segunda División. |                     |                   |                  |                     |

## Promoción de permanencia
- Se clasifican los siguientes equipos a la promoción de permanencia:

| UP Langreo                                          | CD Calahorra | UE Figueres | CD Linares |
| En negrita equipo que desciende a Tercera División. |              |             |            |

## Resumen
Ascienden a Segunda división:
| - Algeciras Club de Fútbol | - Cádiz Club de Fútbol | - Club de Fútbol Ciudad de Murcia | - Málaga Club de Fútbol "B" |

Descienden a Tercera división: 
| Grupo I - Unión Popular de Langreo - Club Marino de Luanco - Club Deportivo Lugo - Real Ávila Club de Fútbol - Ribadesella Club de Fútbol | Grupo II - Club Deportivo Aurrerá de Vitoria - Sociedad Deportiva Gernika Club - Sociedad Deportiva Noja - Club Multideporte Peralta - Club Deportivo Binéfar | Grupo III - Club de Futbol Gavà - Club de Futbol Reus Deportiu - Centre d'Esports L'Hospitalet - Orihuela Club de Fútbol | Grupo IV - Club Deportivo Díter Zafra - Moralo Club Polideportivo - Torredonjimeno Club de Fútbol - Motril Club de Fútbol |

Campeones de Segunda División B (título honorífico y en trofeo que no garantiza el ascenso):
| - Universidad de Las Palmas de Gran Canaria Club de Fútbol | - Real Unión Club | - Club Deportivo Castellón | - Algeciras Club de Fútbol |

## Copa del Rey
Los cinco primeros clasificados de cada grupo, exceptuando a los filiales, y los dos siguientes equipos con mejor puntuación en todos los grupos se clasifican para la siguiente edición de la Copa del Rey. La plaza de los filiales la ocupan los siguientes equipos mejor clasificados.